# Pablo Ortiz Macedo
Pablo Ortiz Macedo fue el primer director de la entonces ENEP Aragón, actualmente Facultad de Estudios Superiores Aragón, durante el periodo de 1976 a 1978. El 30 de septiembre de 1975 fue designado por la Junta de Gobierno de la Universidad Nacional Autónoma de México, como Director del nuevo campus descentralizado de la Universidad.
Egresado de la Facultad de Ingeniería, en 1961, mediante su tesis profesional "Diseño y procesos de construcción de un transformador de frecuencia intermedia tipo miniatura", mediante el cual obtuvo el título de Ingeniero Mecánico Electricista, siendo profesor de dicha facultad. Posteriormente, en 1974, fue designado como director general de Incorporación y Revalidación, así como Coordinador de Administración Escolar en la Universidad Nacional Autónoma de México. También se desempeñó como Secretario General de la Asociación Nacional de Facultades y Escuelas de Ingeniería.

## Administración de la ENEP Aragón
Fue elegido por la Junta de Gobierno de la UNAM el 3 de octubre de 1975 como Director fundador de la entonces Escuela Nacional de Estudios Profesionales Aragón.

La terna en la que participó, se conformó por el Dr. Roberto Martínez LeClaince y el Licenciado Jorge Sánchez Azcona. ambos profesores de las Facultades de Economía y de Ciencias Políticas y Sociales respectivamente. 
Tomo protesta del cargo el 6 de octubre de 1975, ante el Licenciado Sergio Domínguez Vargas, Secretario General de la UNAM en representación del Rector Doctor Guillermo Soberón. Presentó su renuncia en el cargo, en 1978.

### Situación política
Recién inaugurada la escuela, tuvo que enfrentar dos conflictos estudiantiles: el primero por oponerse a la elección del Consejo Técnico porque los alumnos ignoraban su funcionamiento habiendo una votación de 59 en un universo de mil estudiantes( los votos fueron suficientes para la autoridad universitaria) y después la huelga de 1977 (8 de junio a septiembre), que originó la renuncia del primer Director de la ENEP Aragón, Ing. Pablo Ortiz Macedo. Dicho conflicto se originó por la expulsión de dos alumnos, por el Tribunal Universitario, que pasaron a dar información política en un salón de la carrera de derecho, siendo Coordinador Sergio Rosas Romero y que derivó en un pliego petitorio con: la reinstalación de los dos estudiantes de la carrera de Economía, así como pugnar por mejores condiciones de estudio en la ENEP Aragón, entre los que se encontraba presupuesto para fotocopiado, libros para la biblioteca, becas alimenticias, prácticas de campo, un autobús, planta académica de profesores de tiempo completo, planes y programas de estudio y Comisiones Mixtas Paritarias para seguimiento de los acuerdos. La consecuencia de este primer conflicto, fue la pérdida del semestre y la imposición de Sergio Rosas romero como nuevo Director.

## Obra y trabajos realizados
Realizó diversas investigaciones sobre programación, computación, investigación de operaciones y cibernética. Fue autor del libro Mecánica Aplicada: análisis y síntesis de mecanismos RYSI, publicada en 1967, así como de diversos artículos técnicos publicados en la Revista Técnica IEM.